# Marilee Stepan
Marilee Stepan (n. 2 februarie 1935, Chicago, Illinois, SUA – d. 15 decembrie 2021, Winnetka⁠(d), Illinois, SUA) a fost o înotătoare ce a reprezentat Statele Unite ale Americii, medaliată olimpică. A participat la o ediție a Jocurilor Olimpice (1952) în care a câștigat două medalii de bronz.